# وینکو گولوب
وینکو گولوب (انگلیسی: Vinko Golob؛ ۲۲ آوریل ۱۹۲۱ – ۵ سپتامبر ۱۹۹۵) بازیکن فوتبال اهل یوگسلاوی بود.
از باشگاه‌هایی که در آن بازی کرده‌است می‌توان به باشگاه فوتبال دینامو زاگرب، باشگاه فوتبال واراژدین (۲۰۱۵–۱۹۳۱)، باشگاه فوتبال بوهمیانس ۱۹۰۵، باشگاه فوتبال کنکوردیا، باشگاه فوتبال ونتزیا، باشگاه فوتبال واراژدین، و باشگاه فوتبال تولوز اشاره کرد.
وی همچنین در تیم ملی فوتبال یوگسلاوی بازی کرده‌است.